# 强埠镇
强埠镇，是中华人民共和国江苏省常州市溧阳市下辖的一个已撤销乡镇级行政单位，位于溧阳市西部。1999年末并入南渡镇。:68

## 历史
强埠镇辖境明清属溧陽縣奉安區，中华民国初属永安市（市公所驻南渡，下设137图）。1929年建强埠鄉、塹口鄉，属上沛埠區（1935年改为第四區，驻上沛埠）。1947年重组乡级区划，建强埠镇。同年撤销，轄境分属湯家橋、上沛埠等鄉，改属塹口區（区署驻丁山桥）。1949年建立强埠鄉、塹口鄉（属县辖湯橋區）、梅莊鄉（屬上沛區），1956年撤销3个乡，辖境改属汤桥乡（属上沛区，1957年撤区后各乡直属溧阳县，1958年改称汤桥公社）。:69
1961年从汤桥公社析建强埠公社，1983年改为强埠乡。:741991年1月强埠撤乡建镇，1999年末撤销强埠镇并入南渡镇。

## 行政区划
撤销前强埠镇下辖以下地区：
强埠村、新前村、丁村村、东干里村、南垠村、和平村、蔡家村、堑口村、星光村、西管村、东梅村、梅庄村和西洲村。